# フレデリクスベア庭園

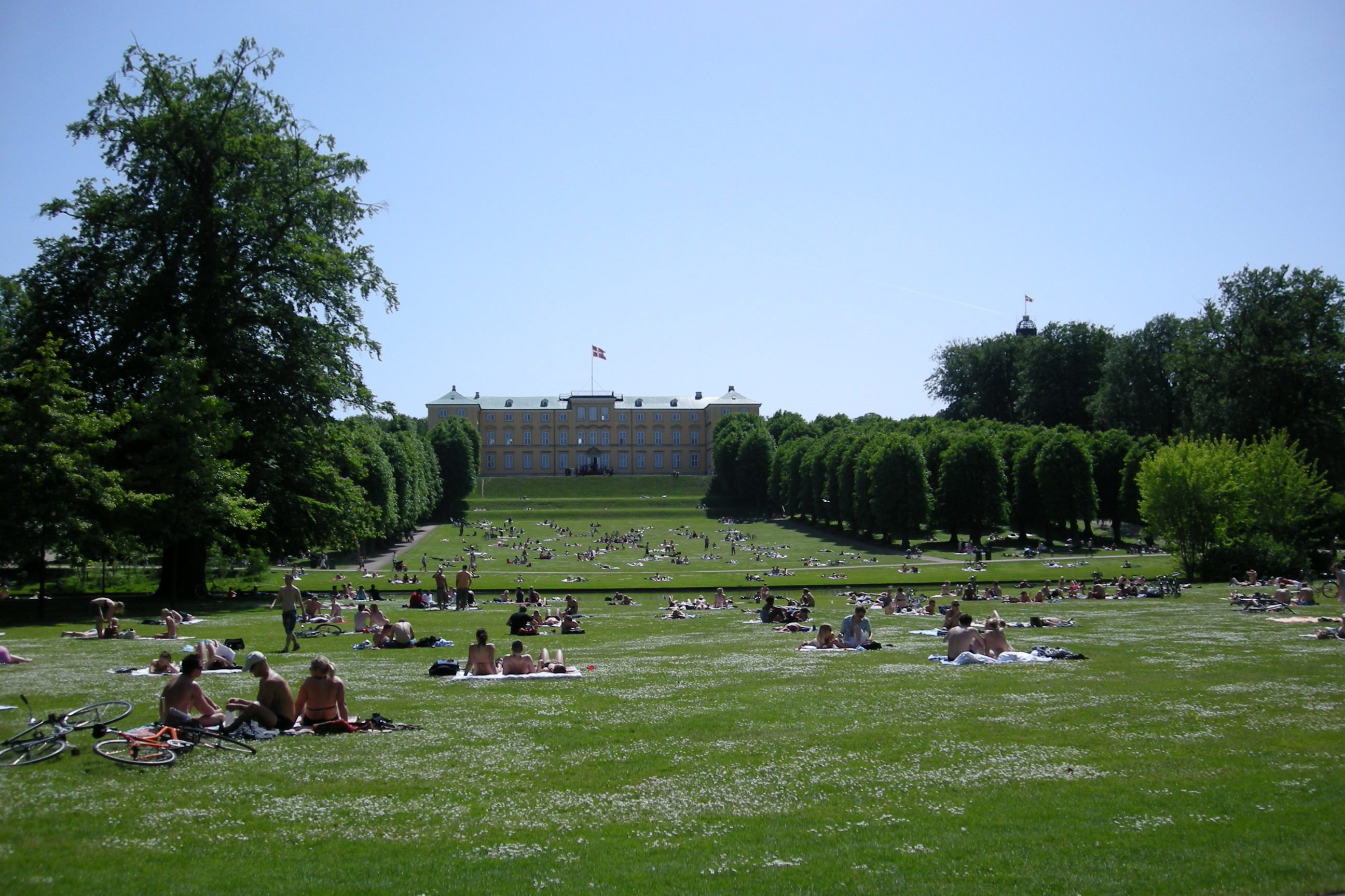
2008年撮影

フレデリクスベア庭園またはフレデリクスベア・ハーヴ（デンマーク語: Frederiksberg Have）は、デンマークの庭園。
コペンハーゲンにあり、スナマーゲンと隣接する、1690年代に造られたイギリス式庭園である。